# Ernst Grahn
Ernst Grahn (* 15. März 1836 in Hannover; † 25. Juli 1906 in Waldhausen bei Hannover) war ein deutscher Wasserbauingenieur. Er gilt als einer der bedeutendsten Wasserwirtschaftler des 19. Jahrhunderts.

## Leben
Ernst Grahn begann 1852 an der Polytechnischen Schule Hannover das Studium des Eisenmaschinenbaus. Im gleichen Jahr wurde er dort Mitglied der Landsmannschaft Slesvico-Holsatia, des späteren Corps Slesvico-Holsatia. 1860 legte er das Staatsexamen mit vorzüglich gut ab. Nach dem Studium trat er eine erste Anstellung als Ingenieur bei der Hannoveranischen Eisengießerei an und projektierte hier Gas- und Wasserwerke. 1862 zog er zur Planung eines neuen Wasserwerkes nach Braunschweig. 1863 ging er zu Krupp in Essen und leitete dort die firmeneigenen Gas- und Wasserversorgungslagen. Unter seiner Leitung wurde in den folgenden zwanzig Jahren die Gasproduktion auf das Zwanzigfache gesteigert und die zentrale Wasserversorgung auf eine Tagesleistung von 40.000 Kubikmeter erhöht. Darüber hinaus betrieb er Grundlagenforschung über die Vorgänge im Retortenofen. Sein soziales Engagement galt dem Wohlergehen der bei ihm beschäftigten Arbeiter, die er ermunterte, zur Versorgung ihrer Familien Lebensversicherungen abzuschließen. Des Weiteren gründete er Volksbibliotheken.
1883 ließ er sich als beratender Ingenieur in Koblenz nieder und beschäftigte sich hier mit der Projektierung und dem Bau von Gas- und Wasserversorgungsanlagen, darunter die Projektierung und Bauleitung des Wasserwerks Koblenz-Oberwerth und der zweiten Gasanstalt in Mainz. Über 70 Städte im In- und Ausland, darunter Wien, Budapest, Triest und Szegedin, gehörten zu seinen Mandanten. 1889 zog er von Koblenz nach Detmold und 1895 nach Hannover.
1865 wurde er in den Verein der Gasfachmänner aufgenommen, in dem er sich aktiv betätigt. Hier setzte er sich für die Erweiterung des Vereinszwecks um das Wasserfach ein, was ihm 1869 gelang. Seitdem trug der Verein den Namen Deutscher Verein für Gas- und Wasserfachmänner (DVGW). Von 1879 bis 1880 und von 1883 bis 1884 war er Vorsitzender des DVGW.
Für die Trinkwasserversorgung Hamburgs aus der Elbe, die 1877 realisiert wurde, erbrachte er wichtige Beiträge bezüglich der technischen Anforderungen, nämlich ein einheitliches Filterwerk mit langsamer Sickerung und Klärbecken, die hoch genug liegen, um sie bei Ebbe vollständig leeren und reinigen zu können. Er war ein Verfechter der Beurteilung der Qualität von Trinkwasser unabhängig von seiner Herkunft. Vielmehr zog er epidemiologische, chemische und mikrobiologische Untersuchungsmethoden heran, auch wenn er zunächst noch keine verbindlichen Grenzwerte für die Unbedenklichkeit aufstellen konnte, jedoch Fäkalienfreiheit als essentiell erkannte. Er erstellte bis dahin unbekannte Statistiken, die Aufschluss über die Wasserversorgung deutscher, österreichischer und Schweizer Städte gaben. Zu seinen letzten Tätigkeiten gehörte die Erstellung der Berichte über Entstehung, Verlauf und Ursache der Typhusepidemie in Gelsenkirchen von 1901, die er 1904 abschloss. Seinen letzten Auftrag, technische Meisterwerke für die Abteilung Wasserversorgung des Deutschen Museums in München zusammenzutragen, konnte er nicht mehr vollenden. Wenige Monate vor seinem Tod, an seinem 70. Geburtstag, waren ihm noch hohe Ehrungen aus aller Welt zuteilgeworden.

## Auszeichnungen
- 1900 wurde er mit der Bunsen-Pettenkofer-Ehrentafel der DVGW ausgezeichnet.[4] Diese Auszeichnung stellt die höchste Würdigung von außergewöhnlichem Engagement im Gas- und Wasserfach dar.[5]
- 1857 ernannte ihn Slesvico-Holsatia zum Ehrenburschen.

## Schriften
Gasversorgung:
- Errichtung von Versuchsgasanstalten. 1870.
- Mechanisches Ziehen und Laden der Retorten. 1875, 1876.
- Maschinen zum Ziehen und Laden der Retorten. 1879, 1881.
- Heizung von Retorten mit Leuchtgas. 1881
- Gasanstalten von England und Wales im Vergleich zu denen Deutschlands. 1883.
- Öfen mit geneigten Retorten. 1895.
- Wiener Gasfrage. 1896, 1898.
- Retortenöfen. 1897.

Wasserversorgung:
- Statistik der Wasserversorgung englischer Städte. 1874.
- Quellwasser- und Flußwasserversorgung. 1875.
- Trinkwasserversorgung Großbritanniens. 1876.
- Berechtigte Ansprüche an städtische Wasserversorgungen. 1876.
- Statistik der Wasserversorgung Deutschlands, Deutsch-Österreichs und der Schweiz. 1876, 1877.
- Wasserversorgung Prags. 1877.
- Klärung und Filtration des Wassers. 1877.
- Wasserversorgung von Paris. 1878.
- Wiener Wasserversorgung. 1878.
- Der in Wasserleitungen nötige Druck mit Rücksicht auf Feuerlöschzwecke. 1885.
- Der nötige Druck in Wasserleitungen mit Rücksicht auf das Feuerlöschwesen. 1886.
- Beurteilung zentraler Wasserversorgungsanlagen vom hygienischen und bakteriologischen Standpunkte aus. 1888.
- Filteranlagen für städtische Wasserversorgungen. 1890.
- Bakteriologische Wasseruntersuchung und Grundsätze für die Untersuchung. 1893.
- Grundsätze für die Reinigung von Oberflächenwasser durch Sandfiltration zur Zeit der Choleragefahr. 1894.
- Gegenwärtiger Stand der Sandfiltration für städtische Wasserversorgungen. 1895.
- Die Wasserversorgung im Deutschen Reiche sowie einigen Nachbarländern. 2 Bände. Berlin 1898–1902.
- Die städtischen Wasserwerke. In: R. Wuttke (Hrsg.): Die deutschen Städte. Geschildert nach den Ergebnissen der ersten deutschen Stadtausstellung zu Dresden. 2 Bände. Leipzig 1904, Band 1, S. 301–344